# Ніколас Нарті
Ніколас Теркельсен Нарті (дан. Nikolas Terkelsen Nartey нар. 22 лютого 2000, Багсвард, Данія) — данський футболіст ганського походження, півзахисник клубу «Штутгарт».

## Клубна кар'єра
Нарті народився в сім'ї ганця та данки. Вихованець футбольних клубів «Академіск БК» і «Копенгаген». У січні 2017 року він був помічений скаутами «Кельна» і запрошений в академію німецької команди. Сума трансферу склала 4 млн. данських крон. 26 листопада в матчі проти столичної «Герти» він дебютував в Бундеслізі. За підсумками сезону команда вилетіла з еліти, але навіть після цього Ніколас не зміг виграти конкуренцію за місце в основі, виступаючи здебільшого за резервну команду в Регіоналлізі.
29 серпня 2019 року Нарті перейшов в «Штутгарт», підписавши контракт на 4 роки. Для отримання ігрової практики Ніколас відразу був відданий в оренду в «Ганзу», що виступала у Третій лізі Німеччини, де і провів наступний сезон, після чого ще один сезон зіграв в оренді в «Зандгаузені» з Другої Бундесліги.

## Кар'єра в збірній
Виступав за юнацькі збірні Данії різних вікових категорій.
Згодом у складі молодіжної збірної Данії взяв участь в молодіжному чемпіонаті Європи 2021 року в Угорщині та Словенії, де зіграв у трьох матчах, дійшовши до чвертьфіналу турніру.

## Досягнення
- Чемпіон Другої Бундесліги: 2018/19
- Володар Кубка Німеччини: 2024/25